# Килеватая циклура
Килеватая циклура, или килеватая кольцехвостая игуана, или ребристая циклура (лат. Cyclura carinata) — вид ящериц из семейства игуановых.
Самцы имеют длину тела (вместе с хвостом) от 60 до 75 сантиметров. Самки меньше и достигают в длину около 50 сантиметров. Масса тела животных составляет от 1 до 1,5 кг. Самцы отличаются от самок гребнем на шее.
Вид обитает на островах Теркс и Кайкос.
Животные едят фрукты, листья, цветы, овощи и насекомых.
Брачный сезон начинается в мае. Самка откладывает от двух до девяти яиц. Через примерно три недели появляются детёныши. Они достигают половой зрелости примерно через семь лет.
Вид находится согласно Красной книги МСОП под угрозой исчезновения.